# Elatostema longifolium
Elatostema longifolium es una especie de planta del género Elatostema, perteneciente a la familia Urticaceae.

## Taxonomía
Elatostema longifolium fue descrita por Hugh Algernon Weddell en 1854.

## Distribución
Se encuentra en el territorio de Filipinas.